# ولادیمیر بورتکا
ولادیمیر بورتکا (روسی: Владимир Бортко؛ زادهٔ ۷ مهٔ ۱۹۴۶) کارگردان فیلم، فیلم‌نامه‌نویس، سیاست‌مدار، تهیه‌کننده تلویزیونی، کارگردان تلویزیونی اهل روسیه است.
از فیلم‌ها یا مجموعه‌های تلویزیونی که وی در آن‌ها نقش داشته‌است، می‌توان به تاراس بولبا و ابله اشاره نمود.
وی همچنین برندهٔ جوایزی همچون هنرمند مردمی روسیه شده‌است.